# Chiesa della Madonna del Suffragio (Mormanno)
La chiesa della Madonna del Suffragio è una chiesa sita nel comune calabrese di Mormanno.

## Storia e descrizione
Fu edificata nel 1670. Qui si riunivano i devoti della Congregazione del Purgatorio ricordata dal cartiglio in pietra posto all'ingresso. Angelo Galtieri dipinse la volta a botte con la sequenza che è tutto un omaggio alla Vergine. Si parte infatti dalla sua nascita, parete di sinistra, e dalla sua presentazione al tempio, parete di destra, per arrivare, nella parte centrale, alla sua gloria. Sotto i piedi di Maria un angelo versa l'acqua alle anime purganti che protendono le braccia verso l'alto in fervente preghiera.
Tutto l'impianto risente della cultura classicheggiante del tempo e delle tecniche usate, tra cui anche quella della copia dei cartoni, di cui il pittore si serve, appositamente predisposte in botteghe d'arte napoletane. Basta comparare il volto di questa Vergine con madonne dipinte non solo a Mormanno per avvalorare ulteriormente quanto sopraddetto.
Anche se i tre episodi sono racchiusi in cornici, non risultano isolati dal resto del racconto perché hanno una continuità sia nelle varie figure di mascheroni che nelle volte che riempiono tutto lo spazio operativo.
Si notano anche qua e là alcuni nudi, cosa inconsueta nella pittura sacra, confusi tra angeli e nuvole. È evidente una caduta di primitivi colori e una tendenza al rosso.
Pregevole anche l'altare ligneo al centro del quale è posta la Madonna del Latte fra i santi Domenico e Caterina. La statua lignea è un'opera di buon livello di artisti meridionali datata 1670, restaurata negli anni 90.
La mano del Bambino, come avviene in tutte le opere che hanno lo stesso soggetto, è tesa a proteggere il seno di Maria, proprio a voler sottolineare l'importanza dell'organo da cui dipendeva, in tempi di miseria, la vita e la sopravvivenza.
Su un cornicione all'altezza della statua della Madonna si legge, in un riquadro, la seguente scritta: Quas pelagus nulium posse restringere flammas Virginis lacti gutta vel una potest (traduzione: "nessun mare può spegnere la fiamma del Purgatorio come lo può una sola goccia di latte della Vergine"). Più sopra un olio raffigura il Padre Eterno benedicente.
Nella parte centrale della chiesa poi Genesio Galtieri dipinse due affreschi racchiusi in due distinti ovali. Il primo rappresenta l'Arcangelo Michele che scaccia con una spada il demonio, il secondo, che è in definitiva un omaggio alla Confraternita, raffigura la Madonna del Suffragio tra due confratelli vestiti con abito bianco e cappa verde, cioè con i costumi dell'associazione.
 Nell'unica navata di destra, sul primo Altare, era posto il quadro della Visitazione di Elisabetta ora conservato nella matrice.
La chiesa conserva ancora, posto sul secondo Altare, un olio raffigurante la Vergine Assunta tra San Francesco di Paola e San Lorenzo.Il dipinto a schema verticale utilizza un quinto d'architettura classicheggiante. Tra numerose figure di contorno è posta, al centro, la Vergine e Santa Elisabetta e in primo piano San Giuseppe. Mediocre copia di un artista provinciale della Visitazione della chiesa dell'Annunziata a Capua di Francesco De Mura, eseguita verso il 1750. Un bozzetto per questo dipinto, avente all'incirca le stesse della copia in esame, è conservato al pio Monte della Misericordia a Napoli.
La chiesa custodisce anche un organo con 19 canne di stagno diviso in tre campanate (7 + 5 + 7), mancano invece alcuni antichi lampadari stile impero ed un pulpitello ligneo.